# Гросгефлайн
Гросгефлайн (нім. Großhöflein) — ярмаркова громада в політичному окрузі Айзенштадт-Умгебунг федеральної землі Бургенланд, в Австрії.
Гросгефлайн лежить на висоті  194 м над рівнем моря і займає площу  14,25 км². Громада налічує 1998 осіб. 
Густота населення 140,21 осіб/км².
|                                      |
| Гросгефлайн на мапі округу та землі. |

 Адреса управління громади: Hauptstraße 37, 7051 Großhöflein. 

## Демографія
Історична динаміка населення міста за даними сайту Statistik Austria

## Виноски
- Офіційна сторінка [Архівовано 20 квітня 2022 у Wayback Machine.](нім.)